# 堑壕战
堑壕战（又稱戰壕戰或壕溝戰）利用低于地面，并能够保护士兵的戰壕進行作戰。参战双方都有固定的防线。当兵員移动力與通讯系统没有拉開差距，双方火力大大提高，攻防卻互相制衡时，堑壕战就会开始。美國南北戰爭（1861年至1865年）和日俄战争（1904年至1905年）都出现堑壕战，此戰法甚至到21世紀後仍時而可見（如俄烏戰爭）。在第一次世界大战中，西线战场的堑壕战造成了最多的伤亡。

## 背景

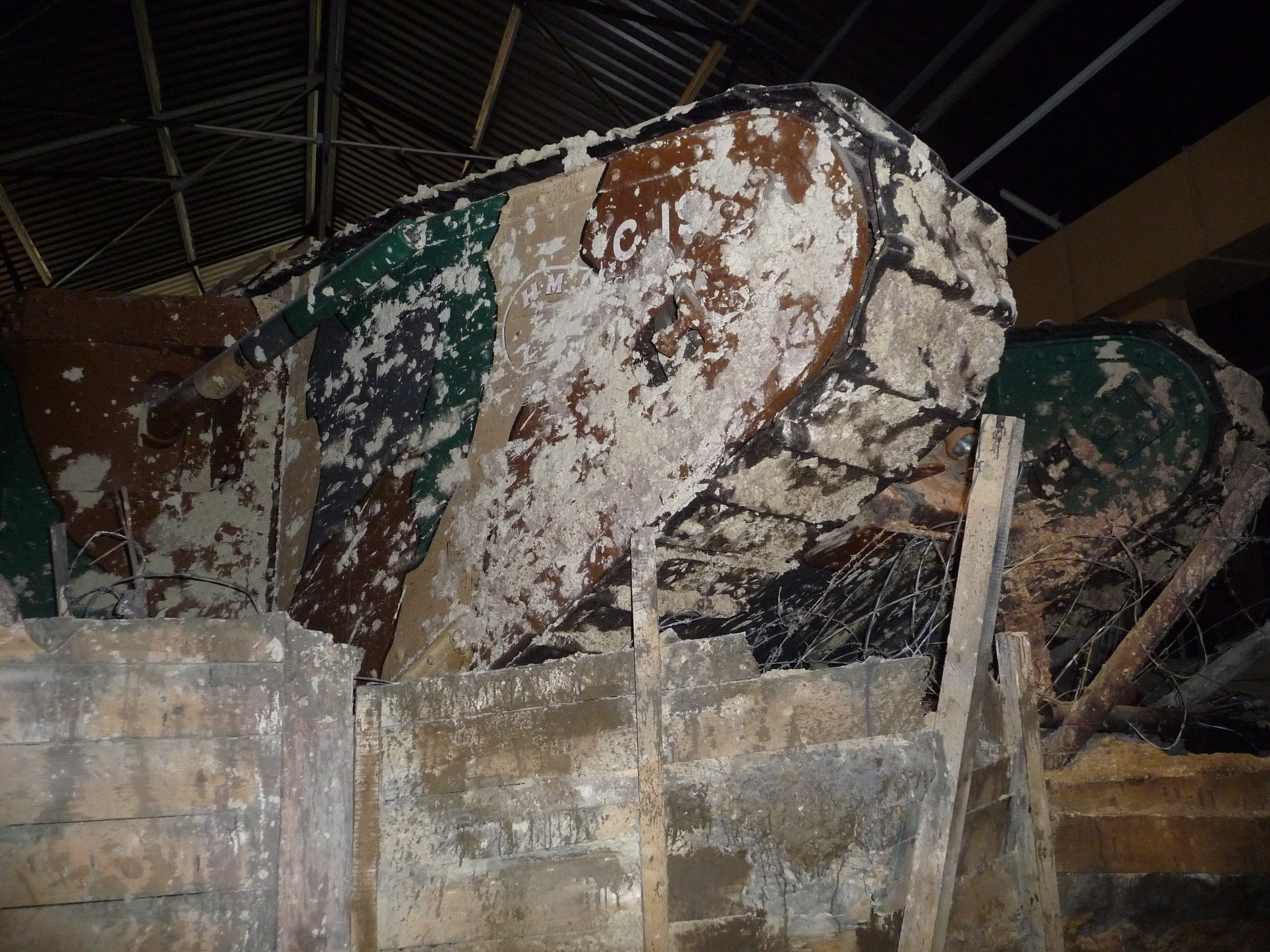
英國多塞特郡博物館的場景，象徵坦克的出現打破了堑壕战中双方彼此僵持的局势

早期人类已懂得利用建造碉堡來保護士兵。但當时军队规模过小，武器射程很近，因此他们能守住的也只是较短的防线或孤立的一点。有一些极长的防线（如中国的长城和英国的哈德良长城），它们仍无法彻底阻止敌人跨过边境，主要用于威慑、警戒和平时的出入境管理。
碉堡和火力在最近1000年中得到极大发展，但无论是长弓，枪口装填式滑膛枪，还是火炮的军队，守衛碉堡仍然需要大量士兵。若沒有足夠的部队规模，火力是不够的，因此堑壕战首度於歷史上出現是很晚的事。

### 围困战术
相較於很晚才出現的堑壕战，早期戰爭中常出現的圍困戰術已具备堑壕战的大部分技术。
凱撒在高卢战记一书中描述了阿莱西亚之战。罗马军团在阿莱西亚城周边建造了两堵巨大的墙。内墙长为10英里，里面是韦森盖托里克斯的部队，而外墙阻止高卢援军与他们会合。罗马军队控制着内墙和外墙之间的部分，就像是一个细长的环形。被包围的高卢人在饥荒之后投降，他们的援军经过数次血战，却无法攻陷罗马军团的防线。战役以罗马军团的胜利告终。修昔底德在他的伯罗奔尼撒战争史一书中也记录了一次相似但失败的围困：雅典对锡拉库萨的包围。
包围，是指在人类发明攻城机器后，进攻一座城镇或一个碉堡时应用的战术。进攻方会先将城镇包围，后要求城内的守军投降。如果没得到回应，包围方会在城镇周围建造临时碉堡，以阻止守军突围或外部援军与守军会合。进攻方（即包围方）会在守军武器射程之外挖掘与城墙平行的壕沟，在向城镇的方向，再挖掘一个壕沟。这个壕沟为锯齿形，保护士兵不会被守军伤害，同时提供观察守军的有利地点。当壕沟深入到敌军射程之内，进攻方会再挖掘与城墙平行且具有火力点的壕沟。必要时在炮火掩护下，这个过程会被不断重复，直到进攻方的武器近到能在城墙上打开缺口为止。为了使部队和援军接近到缺口，进攻方会挖掘许多锯齿形的壕沟，并由许多与城墙平行的壕沟来保护士兵。这个过程中，进攻方都会在每一个步骤后要求守军投降。如果在进攻方的第一波攻击中有许多士兵通过了缺口，守军就只有死路一条。通过战斗而征服城市军队有时候会屠杀所有居民。一些以帖木尔为代表的占领者会将敌人的头骨作成纪念碑以展示自己的强大。

## 发展
大规模军队成为堑壕战的第一个要素，法国革命和拿破仑战争就是例子。之前，军队规模较小（人数少），无力在广阔地域防御长时间进攻。大规模军队使取胜变得艰难，但仍可能被骑兵和步兵集中击破。早期加固军事防线的例子包括托里斯韦德拉斯防线（1810年）。在半岛战争中，葡萄牙在英国陆军的皇家工程兵指导下构筑，长达几英里。

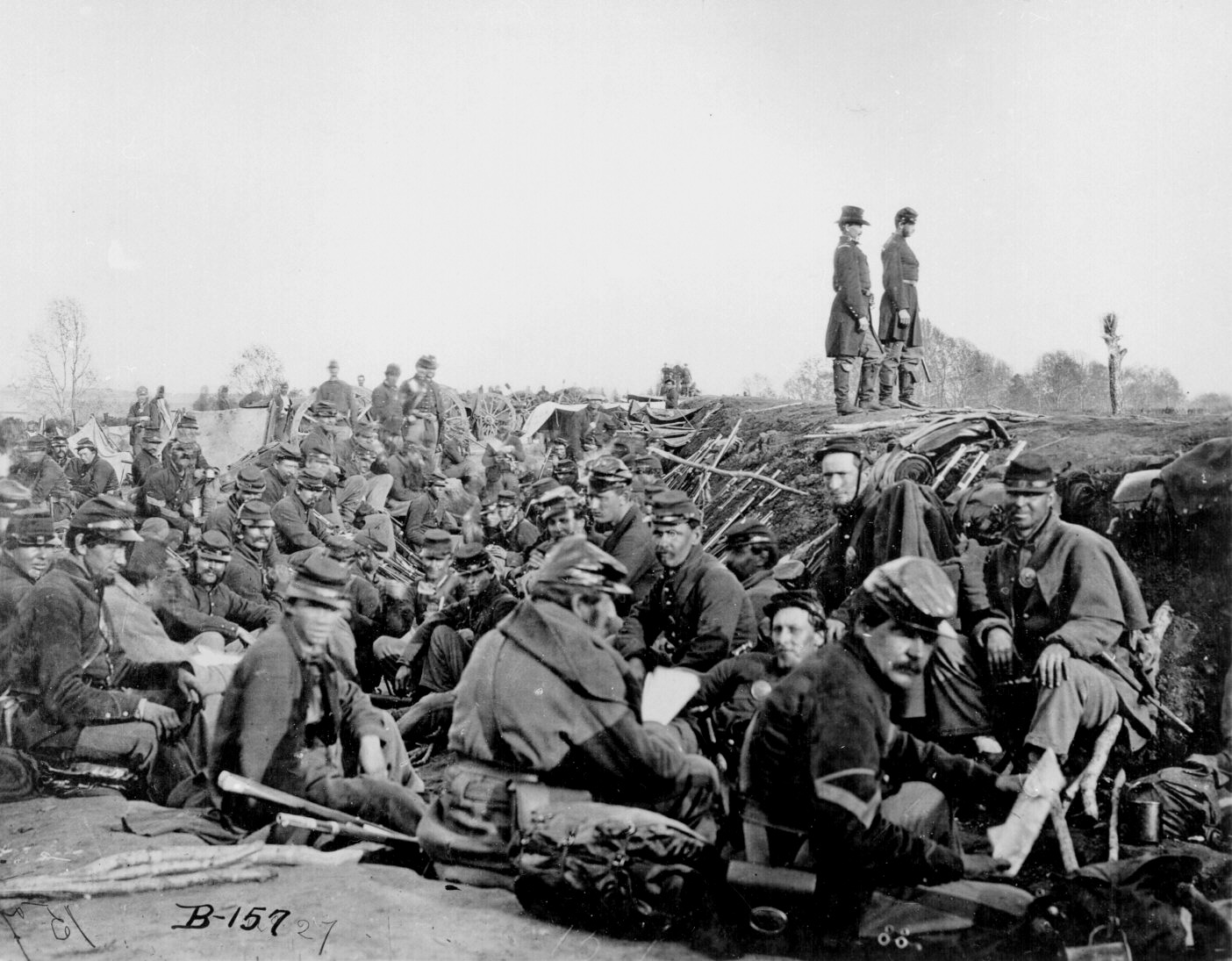
美国内战：波托马克军第6兵团的联邦军士兵，位于弗吉尼亚州一个战壕里面。摄于1863年5月。

19世纪中期，火器得到发展，也使上述战术更加毁灭性。1861年美国内战，双方都使用这种自拿破仑时代以来几十年來都在用的战术。这场战争在1865年结束时，预演了一次第一次世界大战：壕沟、机枪、碉堡和巨大的伤亡。战争末期的彼得堡之战与初期的战役有了很大不同，初期的战役（如第一次马纳沙斯之役），部队仍可以灵活运动；一些著名攻击行动，例如葛底斯堡之役中的皮克特衝鋒，对躲在战壕里的敌人发动攻击毫无用处。
这个变化的主要原因有两个。第一，線膛槍（如0.58英寸口徑的斯普林菲爾德步槍Springfield Model 1855）得到大量的生產與使用。此類型步槍的射距不但比滑膛槍更長，基本上有效射程為500碼（約460公尺），而最遠射程可長達1000碼（約為915公尺）；而且因槍管內刻有膛線，導致子彈能穩定飛行，精準度大幅增加。如果士兵能躲在壕溝或是在掩蔽物後方，就可以在很遠的距離開槍攻擊。如果進攻的一方如果無法快速穿越與防守方的大片空地時，則可能導致重大的傷亡。（虽然线膛枪在之前的美国革命中被成功使用，但它们主要用于小规模狙击部队，没得到大规模应用。） 出现于内战晚期的连发枪械极大地提高了射速，同时也增加了伤亡。第二，双方仍然坚持拿破仑式的大规模冲锋战术，这也增加了伤亡。到战争后期，散兵线战术成为标准战术。到最后，人们通过掩蔽物和分散部队对抗密集火力。
美国内战结束后，堑壕战的其他几个要素相继出现。首先是1874年发明的铁丝网。它虽然无法造成伤亡，但可以减缓敌人进攻速度，给防守战壕的机枪手和步枪兵更多时间消灭敌人。第二个出现的是炮火改善。人类从古代就使用各种形式的炮火，从火药得到大量应用至1860年堑壕战出现的这段时间内，一直是用来消灭敌人的主要武器，只需要很少的步枪兵支援。克虏伯改进的钢制后膛装填式火炮极大地增加炮火的杀伤力。第三就是高爆弹，它将炮火杀伤力增强了16倍。最后是液压式制退器，最先使用的法国75毫米野战炮极大地提高了射速。进攻方与防守方之间的大片空地成为无人区，想要穿越则会伤亡惨重。

## 第一次世界大戰中的应用

1916年7月的索姆河战役中的一个英军柴郡团岗哨。

火力的改善和徵兵制改变了战争的形式，军队的指挥官们却不清楚这些变化的毁灭性，也没有研究对抗措施。一战开始，指挥官们都认为这是一场短暂的战争，双方都使用拿破仑时期的战略和战术，骑兵单位被火车送到前线。指挥官根本没有想到，在密集的火力面前，骑兵毫无办法。这些骑兵中的大多数从来没有上过战场。
在战争开始后，德国和协约国（主要为英军和法军）很快意识到他们错了。正面进攻只得到自己的伤亡。1914年9月的马恩河战役结束，德军和协约国军沿着瑞士边境各挖掘了一条战壕，一直延伸到了比利时的北海海岸。从1914年9月16日一直到1918年3月21日德国发动春季攻势之前，西线战场上的作战双方几乎在任何时候都在壕沟内对峙。
西线战场，头几个月挖掘的小型临时战壕很快变得深且复杂，逐渐变成大面积防守工事。战壕之间的空地被称为“无人区”，在不同的战场之间宽度不同。西线战场上，无人区为100至300码宽，但在维米岭战役中只有30码。1917年3月德军撤退到兴登堡防线，无人区的宽度增加到1公里以上。在加里波利之战中的澳新军团战场，双方的战壕相距只有15米，士兵们连续不断地向对方战壕投掷手榴弹。在东线战场和中东战场，双方需要占领的土地面积很大，生产弹药，混凝土和铁丝网的工厂距前线也很远，所以欧式堑壕并没有在那里出现。
在阿尔卑斯山中，壕沟修到海平面3900米以上。这些壕沟要适应山上崎岖的地形，坚硬的岩石和多变的天气。许多壕沟网都位于冰川中。

### 防守

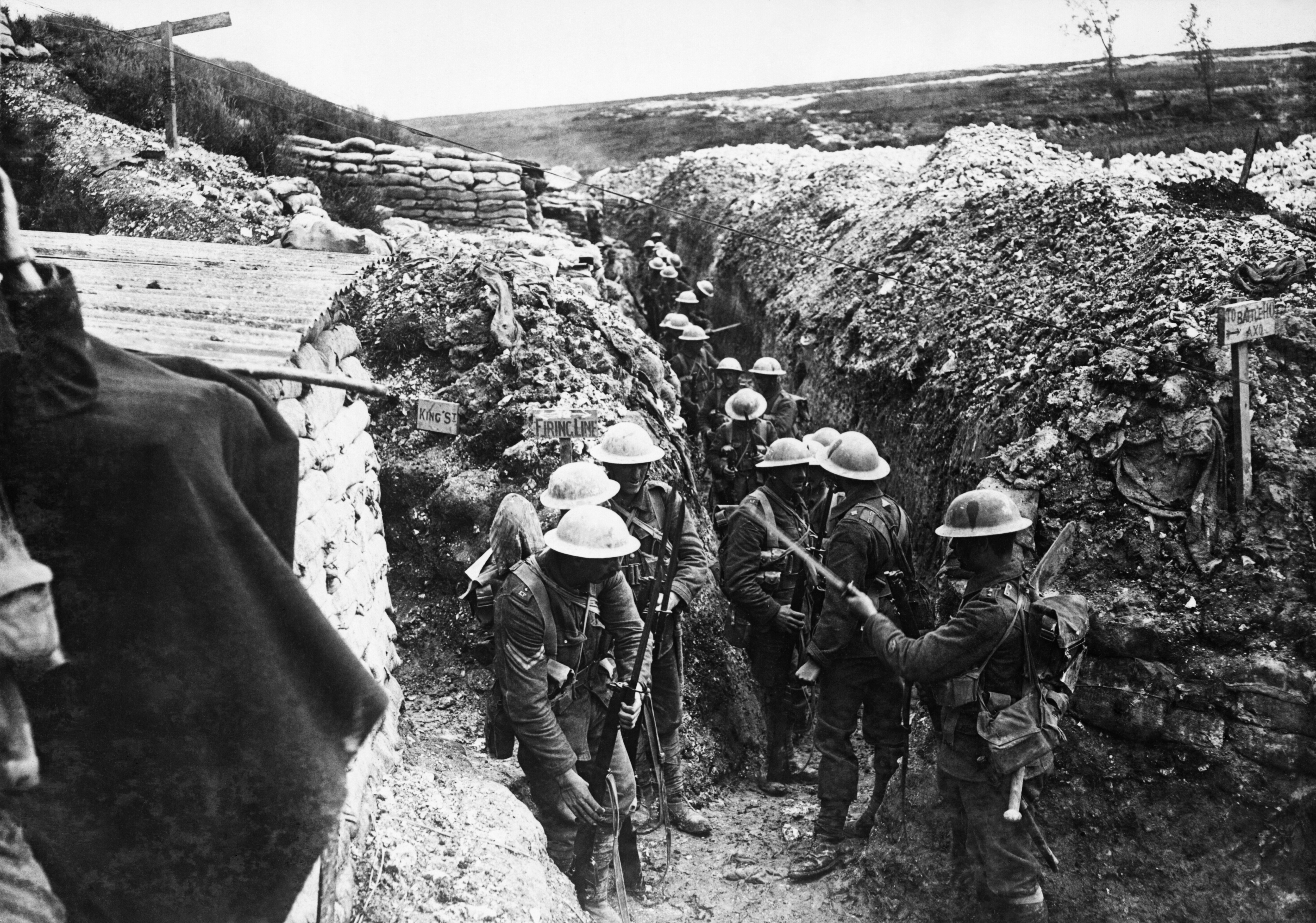
位于一条通讯战壕里的兰开郡第一轻滑膛枪团，摄于1916年的索姆河战役。

战争刚开始时，英国使用一种由三个平行战壕组成的战壕系统，这三个战壕由通讯战壕连接。通讯战壕与前方战壕的连接点至关重要，一般都修有坚固的工事。前方战壕只有少量守卫部队，只在清晨和傍晚进入战壕。70码至100码之后是支援战壕（或叫转移战壕），当前方战壕遭受轰炸或炮击，部队撤到这里。300码至500码之后是预备战壕，里面有另一支部队，这支部队在前方战壕被攻下后可以尝试反击并夺回。炮火得到改善后，这种战壕迅速地过时。在某些前线特定地区，支援战壕的功能演变为吸引火力，这样前方战壕和预备战壕就不会遭受更大破坏。为了达到这个目的，人们会将支援战壕点上火，看上去像是有人。

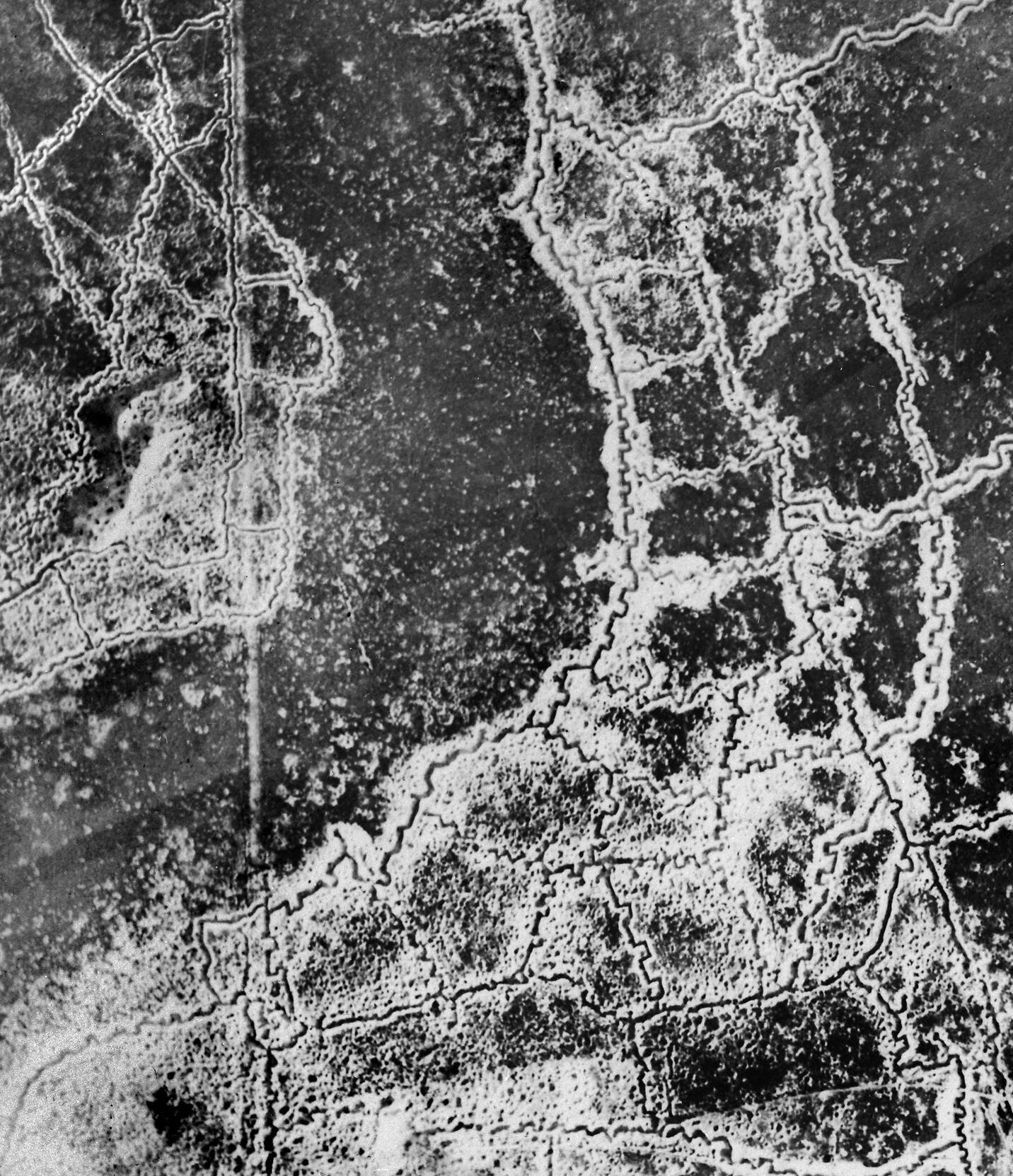
1917年6月的一张空中照片。德国战壕在右边和下边，英国战壕位于左上。

人们也建造临时战壕。当准备发动一次大规模进攻，前方战壕附近就会出现几个临时战壕。这些战壕里的步兵将会随前方战壕内参加第一波攻击的士兵一起进攻。还有一些无人的临时战壕延伸到无人区。士兵通过它们执行多种任务，比如在敌军铁丝网附近监听敌人动静或发动奇袭。
当一个战壕有一部分凸出到无人区，一个突出部就形成了。相对的，面对突出部的敌军战壕叫做“凹陷部”。大块突出部里的士兵处境非常危险，因为它三面受敌。
在前方战壕后面几千米，通常有两个部分完成的战壕，在前方士兵撤退时用到。德国人经常挖多余的战壕系统；1916年的索姆河战役中，德国人挖了两个完整的战壕系统，相距1公里，在1公里之后还有一个部分完成的第三个战壕系统。多个系统使协约国军不可能发动决定性的进攻。如果第一个战壕系统的一部分被敌军占领，防守方会从第二个系统挖一条通道到第一个系统中没有被占领的部分。
德国人的防御工事建造非常出色。他们建造的掩蔽物和据点位于地下深处，防炮弹且空气流通。德军比他们的对手更想战略性地撤退到一个准备充分的防守位置。他们还首先使用“深层防御战略”，即在几百码宽的前线交战区中修建一系列孤立的阵地，而不是一个连续的壕沟。每个阵地都可以为它的相邻阵地提供炮火支援。虽然进攻方可以在阵地间自由移动，他们还是要遭受防守方的纵射。英国人最后也采用了相似的工事，但德国于1918年发动“春季攻势”时，还没来得及完成。这次攻势证明，即使攻勢完成，也不会起到多大作用。

### 壕沟的建造

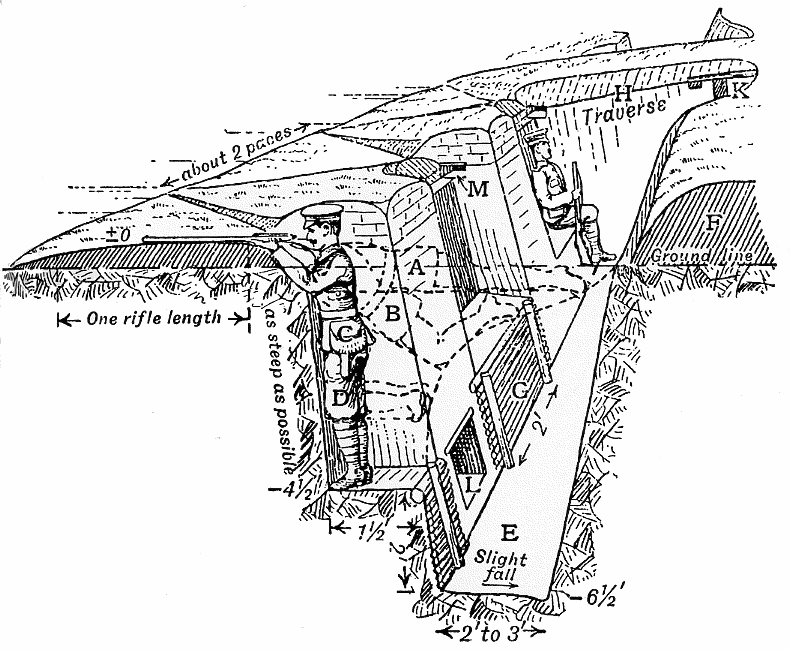
一本1914年英国步兵手册中的壕沟建造示意图。

壕沟并非笔直，而呈锯齿型。當敵人从侧方进攻，可以保护里面的步兵，防止所有部队暴露在敌军火力前，擋住砲弹破片的飞行。但这也意味着一名士兵无法看到在壕沟里十米以外的东西。壕沟面对敌人的一侧叫胸墙，背对敌人的一侧叫背墙。背墙防止士兵们的后背被落在壕沟后方的炮弹弹片所伤。如果敌军攻下了壕沟，原来的背墙就会成为胸墙。壕沟的两侧会用沙袋，木架和铁丝网进行加固，地面通常会铺上木板。
士兵的掩蔽洞位于支援战壕后部。英国的掩蔽洞通常8至16英尺深，德国的掩蔽洞要深得多，距地面最近也有12英尺深，有时甚至能到3层楼的深度，士兵们通过混凝土台阶上下出入。

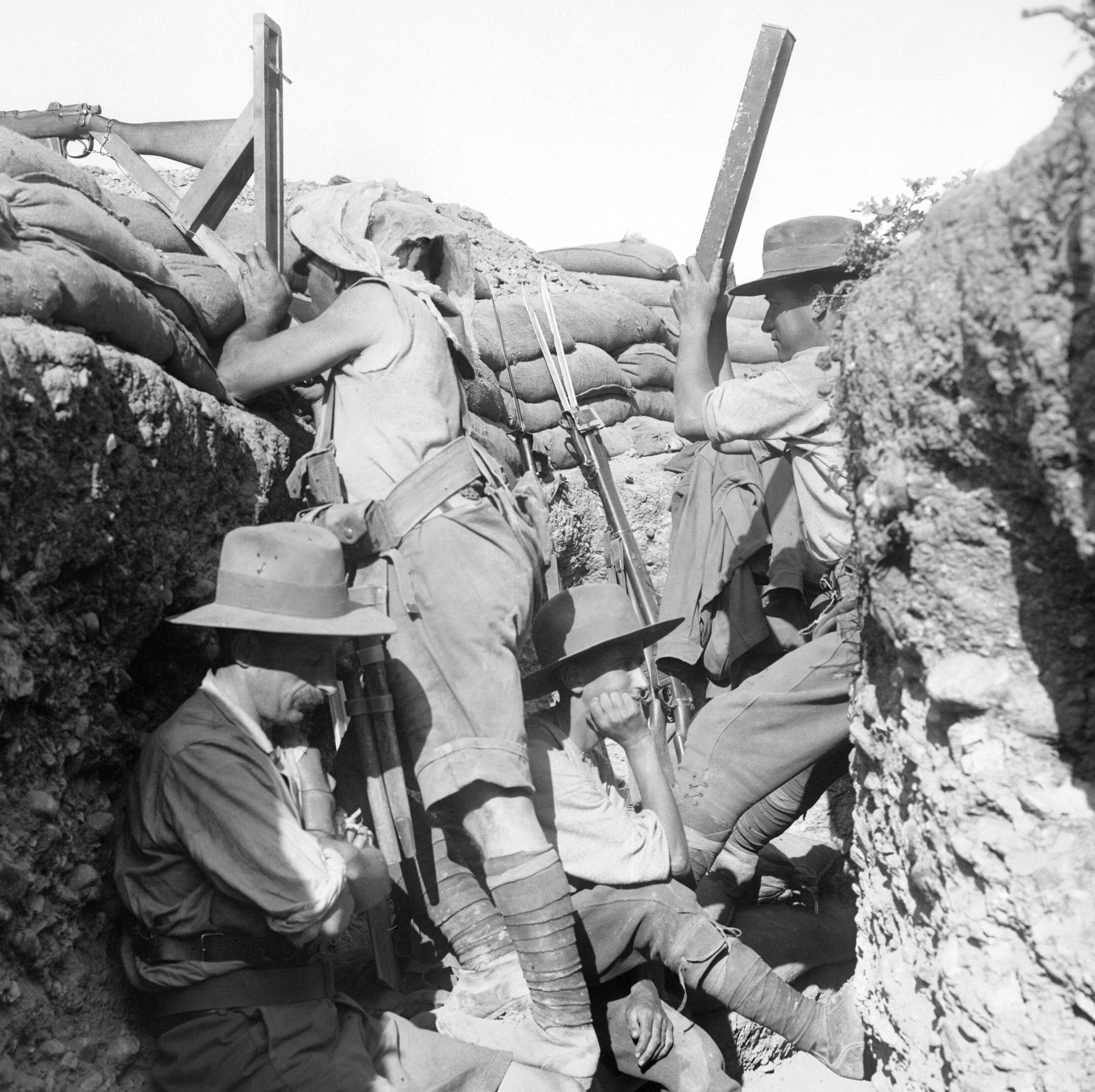
澳大利亚士兵正在使用一把潜望镜式步枪，摄于1915年的加里波利。

为了使一名士兵可以在不暴露头部的同时观察到战壕外，壕沟的胸墙有一些射孔。射孔简单到只是沙袋中的一个缺口，也可以使用钢板加固来保护士兵。为了击穿射孔，德军狙击手使用了穿甲子弹。还有一种观察战壕外部的方法便是潜望镜，它最简单的形式是一根木棍与两片镜子。在加里波利的澳新军团壕沟内，澳大利亚和新西兰士兵使用潜望镜式步枪向敌人射击。
挖掘战壕有三种标准方法：地面式，延展式和隧道式。地面式即人站在地面上向下挖掘，这种方法最有效率，因为它允许一大群人同时挖掘。但人们会暴露在地面以上，因此只能在安全的时间及地点，比如后方或夜晚使用。延展式从壕沟的一端向外挖掘。挖掘壕沟的人不会暴露，但这种方法只允许一个或两个人同时挖掘。隧道式类似于延展式，不过在挖掘时，壕沟上方还有一层“屋顶”，在建造完成后去除。英国的壕沟建造指导说450个人在夜间用6个小时的时间能挖掘250米壕沟。在壕沟建造完成之后，它还经常需要维护，防止天气或炮火减低它的强度。

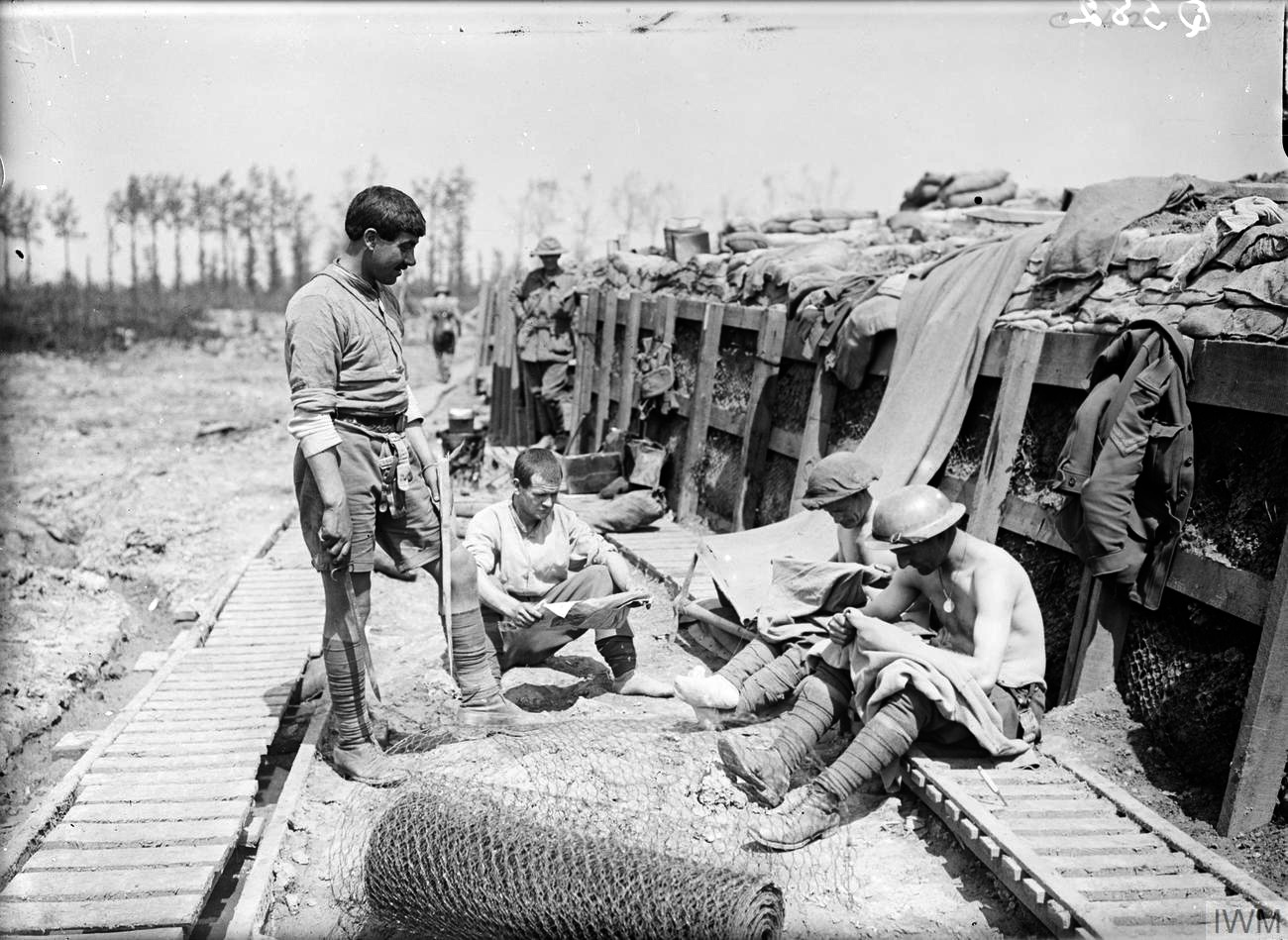
胸墙，摄于1916年

在法兰德斯战场，双方的战壕都出现了许多问题。加拿大军队的战壕出现问题最多，因为他们占领的都是一些低地。在大部分低地中，地下水层只位于地下1米左右，这意味着壕沟在这里会充满水。因此，法兰德斯的许多“壕沟”实际上位于地面以上，胸墙和背墙由沙袋（里面是粘土）构成。一开始，胸墙和背墙都是这样建造的。后来的壕沟取消了背墙，使后方战壕内的士兵在前方战壕被攻占以后可以向前射击。(與其說是壕溝，反倒更像長城)

### 战壕地貌
狭小，静态且位于地下的战壕拥有独一无二的地貌特征。在前线，壕沟网和矿车道代替了公路和铁路这些传统的基础运输设施。许多小的山丘和山谷直到战斗开始前才有名字，一些山丘以它们的高度命名，比如60号山丘。农舍，风车，采石场或枯树都会成为争斗的焦点，因为它们是这片地区内最显眼的景物。这些地标会被炮火轻易摧毁，在战斗后，只有地标的名称留在地图上。

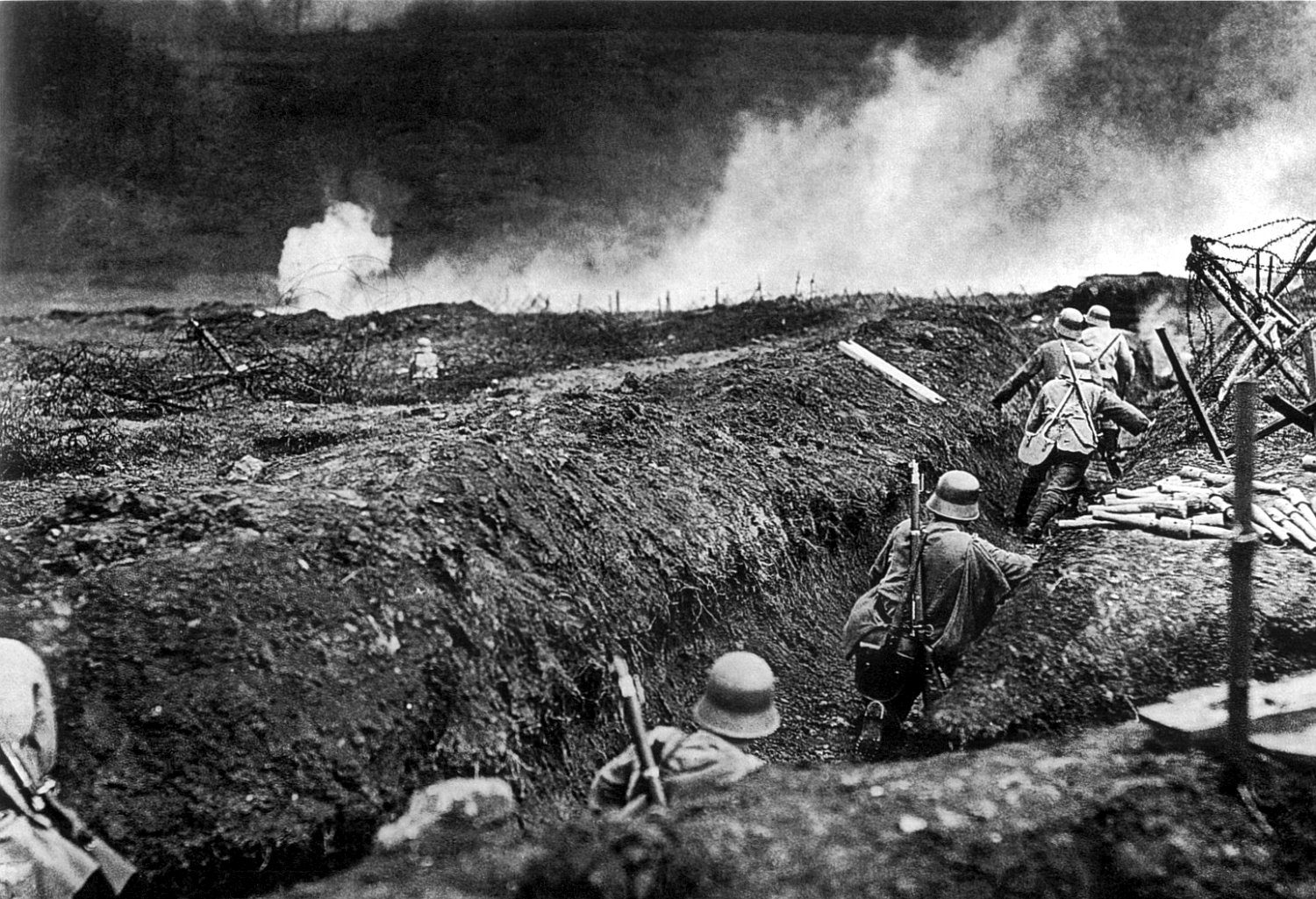
德国突击队员在色当附近使用火焰喷射器进行训练。摄于1917年5月。

战场地标可能是描述性的（比如孤独的松树或伊普尔附近的“多边形树”），幽默的（例如香肠谷和索姆河上的洋芋泥谷），军事单位名称，或一个士兵的名称（位于澳新湾的以约翰·莫纳什将军命名的“莫纳什谷”）。在名称前加上“死人”两字也很流行，原因很明显。许多壕沟因为形状被命名为“棋盘”或“烤架”。
敌人的壕沟也需要命名。许多壕沟以观察时看到的事情命名，比如澳新湾的“德国军官战壕”（协约国军在那里看见了几个德国军官）或索姆河的“口粮战壕”（在那里发现了德军的运粮队）。英国人给德国在金奇战场的战壕取名都和酒有关，比如“啤酒战壕”，“苦味战壕”，“啤酒花战壕”，“浓啤酒小径”和“细长玻璃杯战壕”。其它一些战壕以它们在战壕系统中的角色命名，比如索姆河的“换位战壕”和“中继战壕”。
英国战壕系统的一些部分的名称听起来就像大富翁棋盘，比如说“公园路”和“邦德街”。英国的师级部队习惯性地将它们的战壕以军事单位的名称命名，结果就是“马斯特尔小径”（皇家马斯特尔明火枪团）和“黑卫士小径”（黑卫士兵团）。澳新军团则倾向于起士兵的名字。

## 战壕内的生活

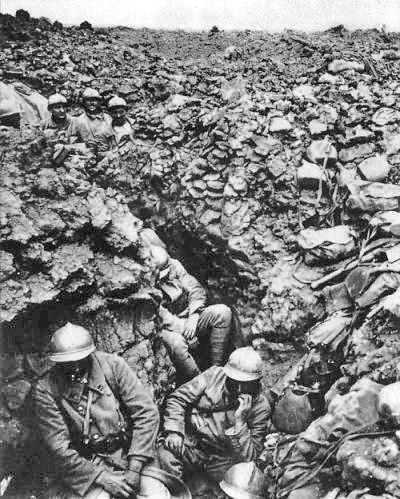
一个法国战壕。摄于1916年。

正常情況下，一个士兵待在前线战壕里的时间很短，约一天至两星期左右，由替補者頂上后，部分隊員回後方休整，之後再如此循環。但澳大利亚第31营有一次在维勒·布列东内战壕度过了53天，这非常罕见。然後一个英军士兵会这样度过一年：
- 15% 前线
- 10% 支援线
- 30% 后备线
- 20% 休息
- 25% 其它 (医院，旅游，休假，训练等)

即使在前线服役，一名士兵在一年内也只会参加几次战斗，比如进攻，防守或袭击。精锐师的作战次数则较高，协约国军的精锐师包括了英国正规师，加拿大军团，法國「藍魔鬼」和澳新军团。

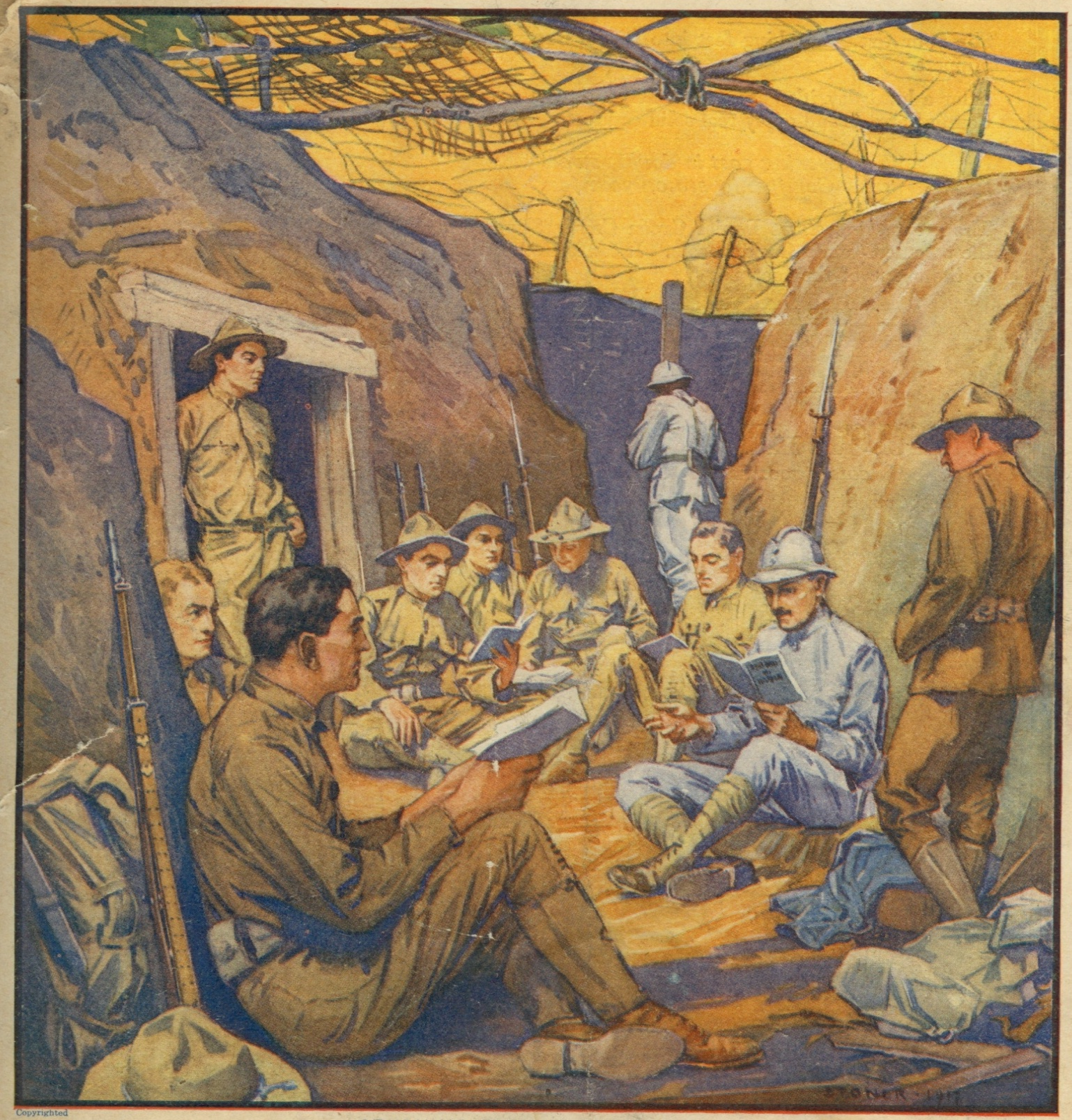
这幅画名为“在战壕内学习法语”。出版于1917年10月20日。

有一些地方在战争期间几乎没有什么军事行动，这使战壕内的生活变得很轻松。澳新军团第一团在加里波利撤退后于1916年4月来到法国，他们被派到一个相当和平的地方。但其它一些地方总是有激烈的战斗发生。在西线，伊普尔每天都犹如地狱，尤其是那些位于战壕突出部的英军。在没有什么军事行动的地方，狙击手，炮火，疾病和毒气仍然造成较大伤亡。在1916年前六个月，英军在索姆河战役发起之前没有参加过大型战斗，但是伤亡人数还是有107776人。
前线的一个部分会被分配给一个陆军军团，通常包括三个师。两个师驻守在相邻的位置，第三个则在后方休息。这种任务的分配会被贯彻到每个陆军单位，所以在每个师的三个旅（德军称为团）中，两个会在前线驻扎，第三个在后方作为预备队。每个旅中的四个营中，两个营驻扎，两个营休息，连和排依此类推。越低级的单位调动次数越频繁。

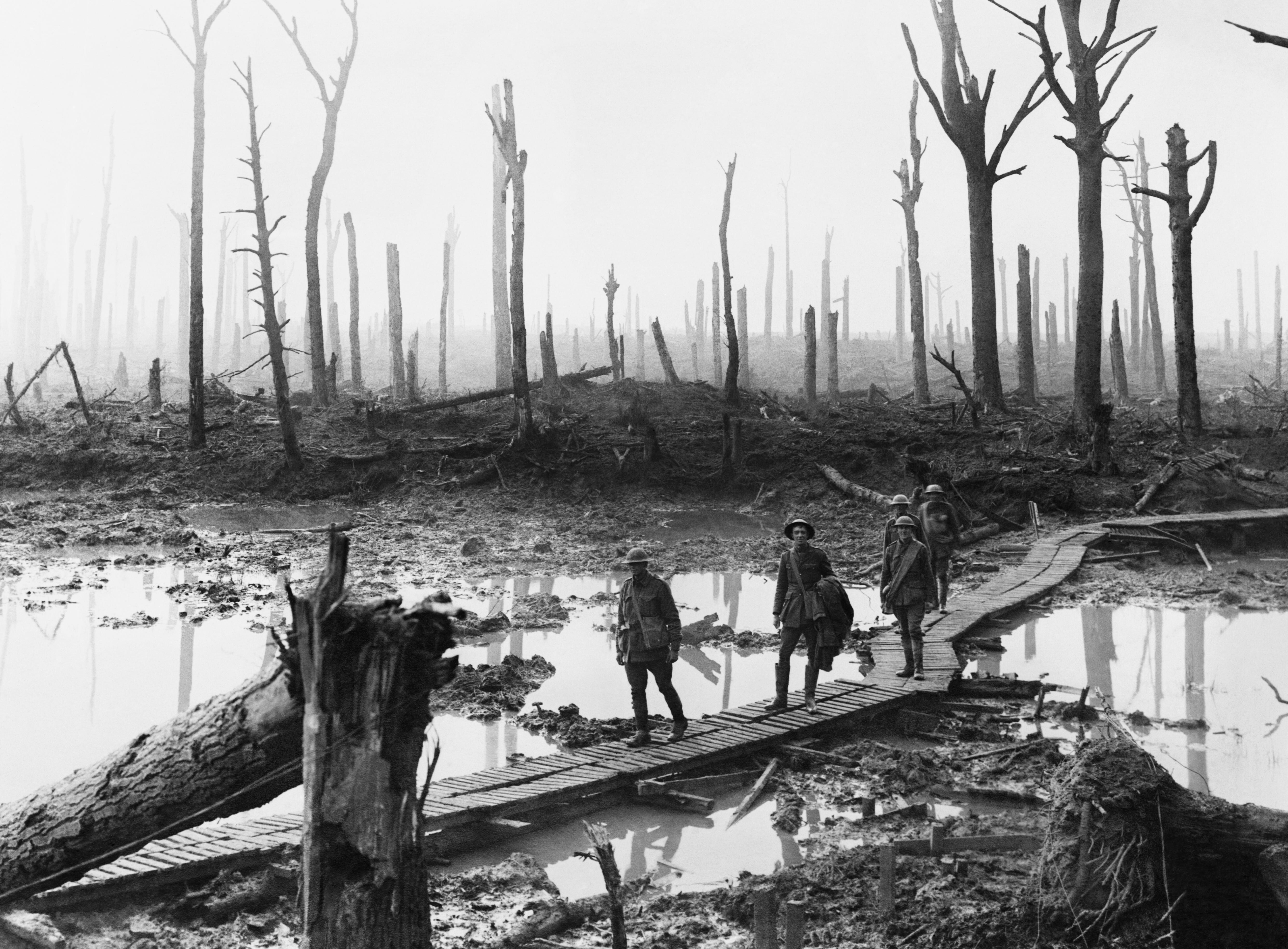
伊普尔。摄于1917年

在白天，部队的运动会遭到狙击手和位于热气球中观察员的迎头痛击，所以这时的战壕往往很安静。夜晚是战壕内最忙碌的时候，部队和补给的调动，铁丝网与战壕的维护，还有对敌军防线的侦察都可以借夜色的掩护完成。位于无人区内的监听哨会侦测敌军的动静。
袭击的目的是抓获俘虏及缴获敌军的情报。随着战争发展，袭击逐渐成为了英军策略的一部分，这会保持部队鬥志，并且阻止无人区落入德军手中。这种战术代价很高，战后英国的一个研究总结说它获得的不如它损失的多。
在战争早期，突袭都是由骑兵，尤其是加拿大骑兵完成，但是后来德军加强了警戒，协约国军在袭击前很难不惊动德军。到了1916年，袭击已经需要精心策划，和步兵炮兵联合行动。袭击会以猛烈的炮击开始，将敌军前方战壕内的部队驱走或消灭。将铁丝网炸断之后，炮弹会在前进的己方步兵周围爆炸以提供掩护。但是，炮击也通知了敌人协约国军准备攻击哪个位置，这样敌军就可以放心从其他地方调来援兵。

## 死在战壕中
一战的堑壕战非常惨烈，有10%士兵被杀；作为对比，第二次布尔战争和第二次世界大战只有5%和4.5%。英军及英联邦自治领军队有12%士兵战死，总伤亡数（负伤加牺牲）达到56%。每1个前线士兵都有3名后勤士兵提供服务（弹药，补给，医疗等等）。参加战斗的士兵不负伤几乎不可能，实际上，许多士兵负伤不止一次。
当时医疗还很原始，有效對抗細菌感染的抗生素还没被发现。相当轻微的伤也可能因感染和坏疽而致人死地。德军士兵里，腿受过伤与胳膊受伤，分别有12%和23%死亡，主要死因是感染。美军伤員中的44%因为坏疽死亡。这些人中，一半是头部受伤。在腹部受伤的士兵中，只有1%活下来。
一战中，有四分之三受伤原因是炮火。炮弹弹片造成的伤害通常比子弹严重。炮弹弹片会将灰尘带进伤口，导致感染。胸部命中弹片的士兵，死亡率是命中子弹的三倍。炮弹的爆炸还可能引起脑震荡致死。除了生理上的伤害，炮火还会造成心理上的伤害。长时间炮击常导致士兵休克，这在当时还没有被完全了解。（现在这个症状叫做创伤后压力心理障碍症，人们对它了解更多，虽然还不是完全了解。）
与其它战争一样，一战中士兵的最大杀手是疾病。战壕里卫生条件很差，常见的感染包括痢疾、斑疹伤寒和霍乱。许多士兵遭受寄生虫害和相应的感染。极差的卫生条件也使战壕中充斥着真菌，士兵们因此会得上战壕嘴和战壕足。另一个主要杀手是低溫，士兵長期暴露於壕溝中，冬天的战壕温度常在零度以下，而士兵们没有足够的衣服。
参战双方都无法立即安葬死者。在前线变更之前，无人区内的尸体会一直无人拖回，而在前线变更之后，这些尸体已变得无法辨认。有些战斗，比如加利波里的尼克山谷之战中，士兵们的尸体直到战后才被掩埋。战争结束后，人们在耕地或挖掘地基，仍会发现新的尸体。

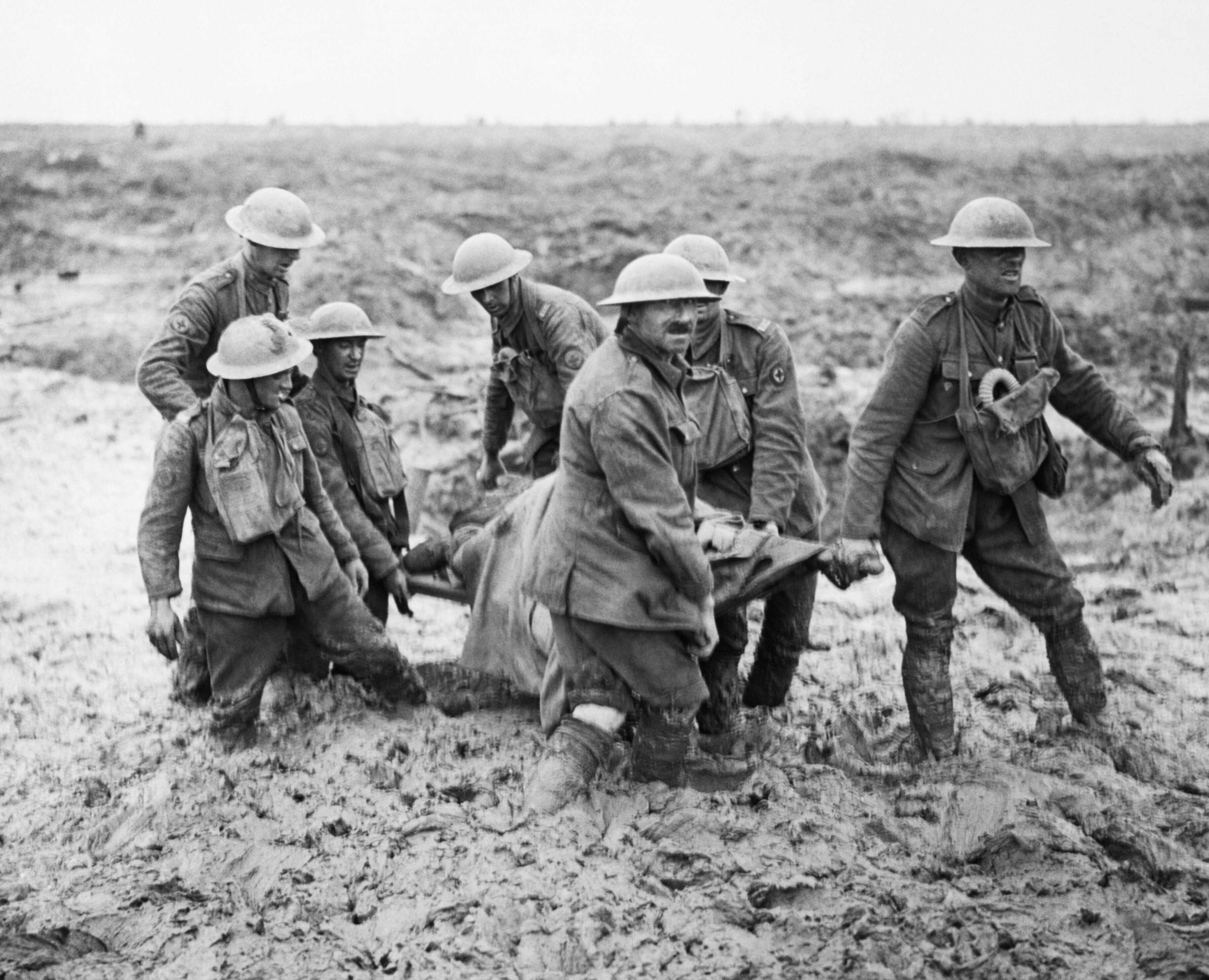
帕森达勒战役中抬担架的士兵。摄于1917年8月。

在战争的不同时期（特别是早期），双方都有正式的短暂停火，以便让伤员回到己方阵地，并掩埋死者。但双方军队的高级将领都不愿意因为人道而放弃进攻机会，所以都下令不允许敌军抬担架者进入无人区。但由於筋疲力盡，双方战壕中的士兵拒不执行这个命令，因为短暂停火对双方都有好处。当战斗结束后，双方的抬担架者（臂上标着红十字）就会进入交戰的无人区将伤者抬走，有时他们还会交换俘获的敌军伤者。有时这些非正式的停火也被用来进行侦察或让部队休息。
一个著名的停火是英军与德军之间的聖誕節休戰。它发生在1914年圣诞节夜晚阿尔芒第耶尔附近。德国士兵首先唱起圣诞颂歌，然后双方的士兵走出了战壕。他们互相交换了礼物并讲了故事，还踢了几场足球赛。就像前面提到的一样，他们的长官对这次停火很不高兴，英军还依照军法审判了几个士兵。2005年的电影圣诞快乐讲的就是此次停火。

## 狙击手
自古以来，各国军队在作战时都会派出精锐部队来消灭敌军指挥官。随着步枪的出现，这个任务就落到了能够进行精确射击的狙击手身上。在一战中，双方派出了许多狙击手。
一战以前只有极少数的狙击步枪配备有瞄准镜，狙击手只有借助机械瞄准具来射击。但是机械瞄准具在光线不好的情况下不管用，因此德国方面率先给招募来的狙击手和运动步枪射手发放了附有光学瞄准镜的步枪，主要让他们在黎明薄暮时实施精确射击。在德军启用了狙击手之后，因胸部和头部中弹而伤亡的英军与法军士兵越来越多。在經過较长时间后，才認清这既不是偶然命中也不是误射，而是德军狙击造成。根据当时的报告，德国方面所取得的战果，使占据堑壕的英、法军队精神紧繃，士气严重低落。
1915年以后，使用李-恩菲尔德步枪的英军狙击手和使用罗斯1910年型MkⅢ步枪的加拿大狙击手也取得了许多战果。法軍的勒贝尔也有製作狙擊型。
虽然西线战场有大量狙击手活动，东线上的德军与俄军却几乎没有狙击手活动。

## 堑壕战使用的武器

### 步兵武器
一般来说，步兵在战壕内可以使用七种武器：步枪、刺刀、散彈枪、手槍、手榴弹、衝鋒槍和火焰噴射器。
英军的制式步枪是.303英寸（7.7毫米）短弹仓李-恩菲尔德步枪，它最初为一款骑兵用卡宾枪，最大射程（狙击用）为1400码（1280米），尽管有效射程更像是200码（180米）。加拿大军团广泛地使用了罗斯步枪。一般认为这种步枪比李-恩菲尔德步枪打得準，但是它在战场上是出了名的爱出故障，它在枪管内有污物或快速射击时经常会堵塞，加拿大步兵的制式装备逐渐变成了李-恩菲尔德步枪。但是，罗斯步枪在战争中还是被狙击手所喜爱。在战争初期，英军可以使用密集的步枪火力顶住德军的进攻，但是当堑壕战出现以后。英军就很少有机会聚集大批步枪兵了。
德军的制式步枪是7.92毫米（.312英寸）毛瑟Gew 98步枪，它在精度，射程和可靠性方面与李-恩菲尔德步枪相同甚至更好。但是，它比较不适合于快速射击，因为它的機槍結構要較費力轉動，又弹仓只能装5发子弹，这是英军步枪子弹容量的一半。法軍的勒贝尔式步枪(彈容8+1+1發)和俄軍的莫辛-纳甘(彈容5發)式步枪在许多方面都逊于德国和英国的步枪，尤其是可靠性和工艺方面。
英军士兵装备的是21英寸（53厘米）长的刺刀，这种刺刀的长度过长，并且在近战中难以发挥有效作用。但是，在混战中，刺刀比步枪更安全，因為子彈在穿透敵人后可能誤傷己方。白刃战可以在敌军中引起恐慌，并促使他们撤退或投降。在前进时，刺刀还被用来解决路上的敌军伤员，这不仅节省了弹药，还减少了后背受攻击的几率。德军士兵一般都使用S98/05“屠夫之刃”式刺刀，这在开阔地上是一种很恐怖的武器，但是与英军刺刀一样，它在被安装到步枪上后就很难在战壕里使用。
许多士兵都更喜欢使用短柄铲子或其他挖战壕的工具来代替刺刀。他们会将铲子的边缘磨锋利，这样它就与刺刀一样有用，而且较短的手柄也使它们在狭窄的战壕内更易于使用。
由于在堑壕战中士兵们经常得不到足够的装备，前线的战壕中就出现了士兵们自製的武器，比如说短木棍和金属狼牙棒，还有各种战壕刀，甚至指关节金属套。随着战争的发展，士兵们也得到了更好的装备，因此这些自製武器就被弃用了。
拉推枪栓式（泵動式）散彈枪主要被美军士兵用于西线。散彈枪一次发射许多颗弹丸，而不是单一的弹頭。虽然每颗弹丸的杀伤力远低于步枪子弹，9.34毫米散弹还是可以在近距离上造成一系列严重损伤。散彈枪在近距离是一种很可怕的武器，德国在1918年9月14日甚至对它的使用提出了正式抗议。美国军队还配发了名为“战壕枪”的专门为作战而研制的散彈枪。它们的枪管比民用散彈枪更短，弹仓容量更大，没有空气阀门，并且在枪管和刺刀把柄（用来固定M1917式刺刀）外还有隔热层。澳新军团和一些英国部队也使用了短枪管散彈枪，因为它们便于携带，在短距离内杀伤力大，并且在壕沟狭窄的空间内易于使用。
由於當時的步槍本來就射速過慢和太過長太笨重，所以本來是軍官和騎兵武器的手槍，在當時被廣泛使用作近戰武器，也開始從左輪手槍和早期的半自動手槍，向現代化的白朗寧半自動手槍（如M1911）過渡，而德國更率先發明了衝鋒手槍。
手榴弹成为了堑壕战中首要的步兵武器。参戰双方都很快地训练出了专门的手榴弹兵。手榴弹使士兵能够间接地攻击敌人，并且不将自己暴露于敌军火力之下，而且手榴弹不需要步枪那样的精度。德军和土耳其军在战争一开始就装备了大量手榴弹，但是自1870年就废除了榴弹兵，并且没有参加过围困战的英军却几乎没有装备任何手榴弹，所以士兵们必须使用手中一切可得的东西自造爆炸物。1915年后期，英国蛋形手榴弹已经得到了广泛的应用，到了战争结束时，英军一共投掷了7500万颗手榴弹。
衝鋒槍是一戰後期出現的新型槍械，是以卡賓槍的外觀大小下，能夠像機槍般連發，並使用適合近戰的手槍子彈，雖然在極近距離內威力稍遜於霰彈槍，但因為兼能對付較遠的目標，又和半自動手槍共用彈藥，所以很受歡迎並在一戰後成為大部分國家的制式裝備。
火焰噴射器在一戰前德國軍隊首先使用，可算是當時單兵武器中最有威力的一種，因為噴出的火焰可使敵人在痛苦中死去，火光熊熊的威嚇性足使人的動物本能感到震撼，又可以鑽入敵人躲藏的洞穴和壕溝中，還可以引起被收藏起來的敵人彈藥和油脂爆燃，對於突破塹壕最為有力。但缺點是笨重和射程較短。

### 机枪
机枪可能是堑壕战最显著的标志，它给人留下了一个一排排士兵被呼啸的子弹扫倒的印象。德军在战争之前就很注重机枪的使用，在1904年，已经有16个步兵单位配备了机枪，它们的机枪手都是步兵中的精英，这些单位隶属于Jaeger轻装步兵营。英军的每个步兵营配备一挺马克沁机枪；德军每个营配备六挺，俄军配备八挺。 而直到1917年，美军的每个步兵单位才有了至少一挺机枪。 1915年以后，MG08/15成为了德军的制式机枪。在加里波利和巴勒斯坦，同盟国方的土耳其军派出了步兵，但操纵机枪的却常常是德国人。
英军的高层指挥官对机枪不怎么感兴趣，他们认为机枪太笨重，并且机枪会让士兵们更想要防守而不是进攻；因此英军配发机枪的时间要在德军之后。英国陆军元帅道格拉斯·海格曾经在1915年说过“人们对机枪的评价过高了，每个营配备两挺就已经比他们需要的多了。” ，这个想法给英军带来了惨重的损失。 （页面存档备份，存于） 1915年，机枪团开始了训练，其中表现最好的是加拿大士兵，在法国长官雷蒙德将军的指导下，他们首先使用了区域封锁和间接瞄准（它很快就被所有协约国部队采用）。为了生产足够的机枪，美国的公司签下了生产维克斯机枪的合約。到了1917年，英军的每个连都配备了四挺路易斯轻机枪，这大大增强了他们的火力。

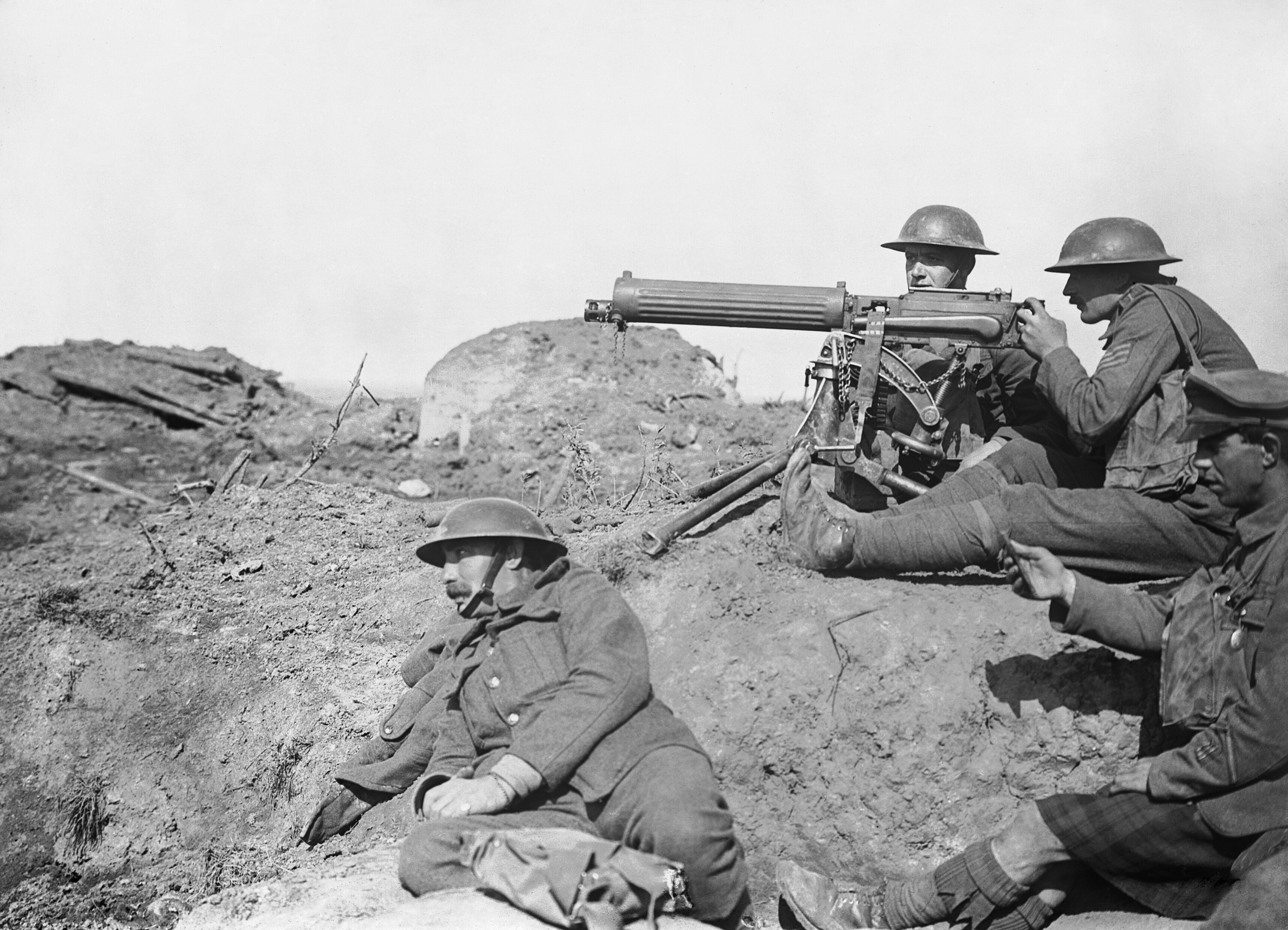
维克斯机枪

重机枪在战壕中的位置是经过精心的计算的，因此一挺重机枪的射出的一串子弹可以打到敌人的胸墙或铁丝网上的缺口。它还可以被用来攻击距离很远的壕沟。负责重机枪的移动，保养和补给的有八名士兵。

### 迫击炮
迫击炮打出的炮弹会在升入高空后落到一个相当近的地方，这被广泛地用于骚扰敌人前方战壕，并在一次袭击之前炸断铁丝网。1914年，英军总共发射了545万发迫击炮弹，而1916年他们共发射了650万发。
英军用的是斯图克迫击炮，它是现代迫击炮的前身。这种迫击炮不仅重量轻，而且易于使用，并且由于炮弹底部装有推进药而拥有很高的射速。在发射时，士兵只需要把炮弹从炮口滑进炮管里就行了，推进药碰到炮管底部的撞针会自动引爆。
德国应用了一系列迫击炮。最小的是发射“菠萝”榴弹的榴弹发射器。中型的战壕用迫击炮被称为布雷器，而重型迫击炮会将一枚战斗部重200磅（90千克）的炮弹发射到1000码以外。但是它的炮弹飞得很慢，因此敌军就有时间躲进掩体。

### 炮兵
就像空军支配着现代战争一样，炮兵支配着堑壕战。在进攻时，步兵如果冲到了提供支援的火炮射程以外的话是很难完成任务的。除了轰炸堑壕内的敌军以外，火炮还可使炮弹在己方步兵周围爆炸，这样敌军就无法靠近，双方还可以打一场炮战，即双方的火炮互相朝对方火炮射击。
火炮一般发射的是破片或高爆彈頭，在战争后期还有毒气弹。英军是第一支使用铝热燃烧弹的军队。

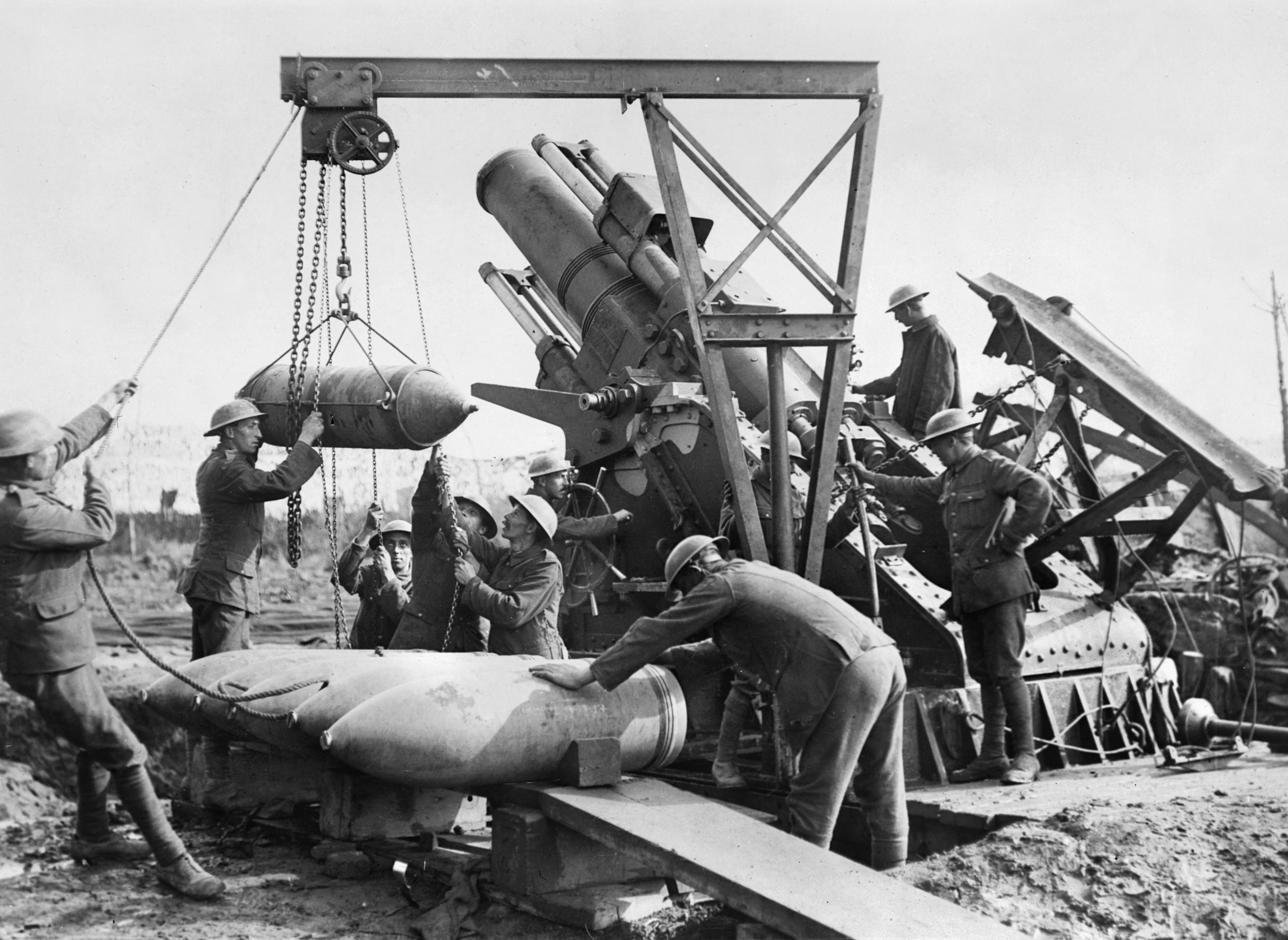
为15英寸榴弹炮装填炮弹

火炮一般有两种：加農炮和榴弹炮。加農炮的炮口初速高，彈道平直，常常發射破片彈頭來切断铁丝网。榴弹炮彈道較高，彈頭最後會以接近垂直的角度與地面碰撞。口徑最大的火炮一般都是榴弹炮。德国的420毫米榴弹炮重20吨，可以将一枚一吨重的炮弹打到10千米以外。
现代火炮的一个重要特征就是液压式制退器，这意味着火炮在每次发射后不用再重新瞄准。火炮在對目標發射前，需要對觀察員預設的已知標地物進行射擊來歸零，以提高擊準確度精度。但是在歸零射擊的過程當中會讓敵人發現並提高警覺。到了1917年末，火炮已經不需要再射擊前進歸零，在后方完成歸零的火炮可以在進入前線陣地後展開砲擊。

### 毒气
1914年8月，法军首先使用了催泪气体，但是这僅能使敌人暂时失去战斗力。1915年4月，德军在第二次伊普尔战役中首先使用了氯气。大量的氯气可以致死，但是它很容易通过眼睛和鼻子察觉到。暴露在氯气中的士兵，即使大难不死，肺部也要受到永久性的损伤。
1915年12月开始使用的光气是一战中的另一种毒气，它的毒性为氯气的18倍，并且很难被察觉到。
但是，最致命的毒气却是德军在1917年7月首先使用的芥子气。芥子气的毒性并不像光气那样强，但是它很难被察觉到，并且会附着在战场表面，因此在很长的时间内都可以致命。芥子气造成的烧伤很严重，暴露在芥子气中的士兵极有可能就此失去战斗力。在接触过芥子气的士兵中，只有2%死亡，死因主要为感染。
最初的释放毒气的方法是在风向合适的时候将装着毒气的气缸打开。很显然，如果风向判断错误，这种方法就没有用了。还有，气缸一般都位于战壕前方，所以敌军的炮击很可能击碎它们。后来，毒气改由火炮或迫击炮来释放。

### 头盔

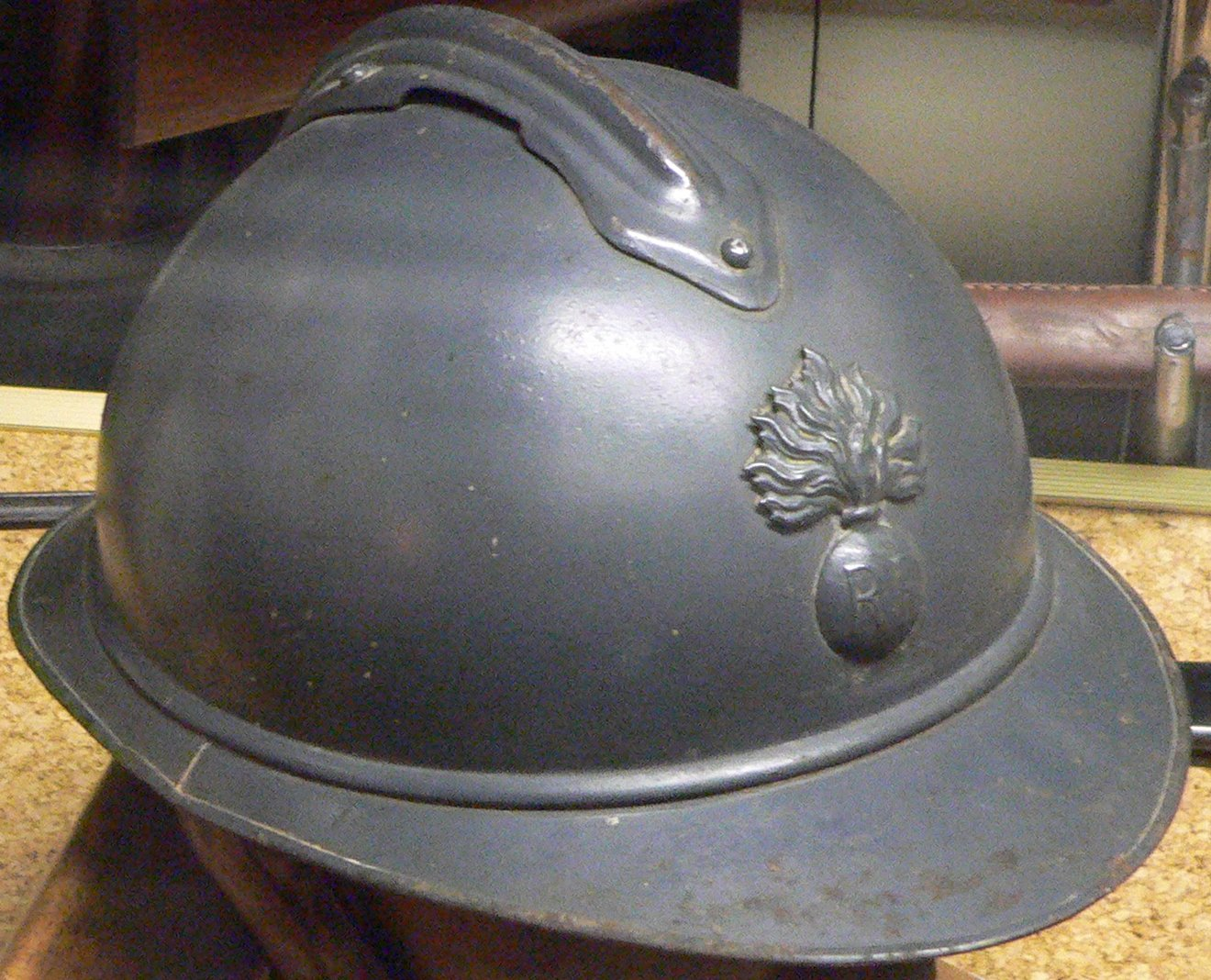
亚德里安M15式头盔
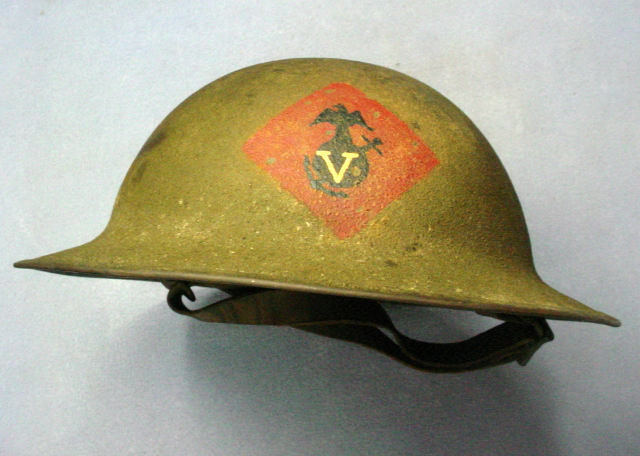
美國海軍陸戰隊使用的英式布罗迪头盔
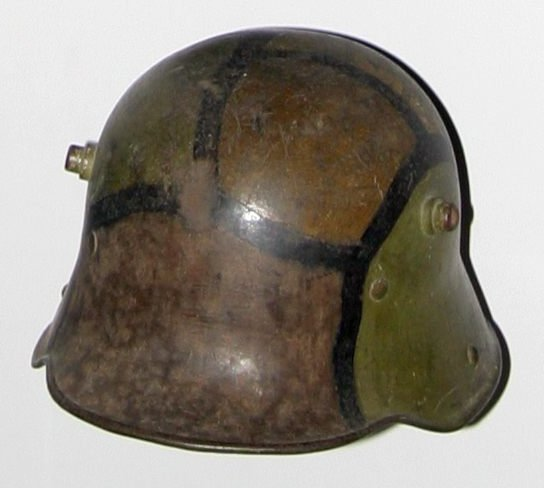
德国M1916式鋼盔

在一战的头一年，双方都没有为士兵配备头盔。士兵只带着布或皮革帽子上战场，而这些帽子几乎无法保护他们的头部。当战争演变为堑壕战时，许多士兵的头部都因为炮弹的碎片而受伤了。
法军首先意识到了他们需要更好的防护，并且在1915年夏天开始配发钢盔。
亚德里安式头盔代替了传统的法国圓筒军帽（Kepi），后来它也被比利时，意大利和其它许多国家采用。
大约在同时，英军也在研制自己的头盔。法国头盔由于不够坚硬和太难批量生产而被弃用。英军最终选择了布罗迪式头盔。它有一个很宽的钢盔檐，能够保护士兵不被落下的东西砸伤，但是它对士兵颈部的保护却较少。美军使用了同样的头盔，但也有一些单位使用了法国头盔。
德国在1916年开始使用M1916式鋼盔取代普魯士M1867皮革尖頂盔。這種鋼盔，也就是一般意義上的德式盔，最大的特色就是两侧突起的通气孔，以及对頸部有较大的保护。戰後，德軍推出了改良形的M35，但外观基本相同。
時至今日，在美軍、中國人民解放軍、日本自衛隊等的現役鋼盔上仍有M1916的影子。
一些精锐的意大利部队使用的头盔是由古罗马头盔演变而来的。
这些头盔中没有一种能够为脸部或眼部提供防护。于是，一些機槍手裝備了护目镜，而比利时人使用了百叶窗式的防护镜来保护眼睛。

### 铁丝网
铁丝网在减缓敌人的速度方面具有决定性意义。如果没有它，快速前进的步兵（或骑兵）就很有可能在短时间内冲到己方机枪与火炮的面前。被铁丝网阻碍的敌人则更有可能被机枪或步枪消灭。李德尔·哈特认为，铁丝网和机枪是夺取无人区的几大障碍中的两个。
为了避免出现伤亡，双方一般在夜间放置铁丝网。

### 飞机
堑壕战中，飞机的主要角色就是侦察和火炮校对。战斗机被用来保护己方侦察机并击落敌方侦察机。在双方的战斗机互相缠斗时，制空权这个概念就初步形成了。火炮校对飞机会报告炮弹的落点以便炮兵进行调整。侦察机会在地图上标明双方的战壕（一开始为手画，后来改为照片），报告敌方部队的动向及炮兵位置。

### 坦克
在战争后期，协约国使用了坦克。坦克是摧毁敌军战壕很有用的武器。它们可以轧过铁丝网，跨越战壕，而且机枪伤害不了它们，除了更深，更闊的反坦克壕外，堑壕战中双方最主要的障碍对坦克都没有用。但是當时的坦克速度慢、過重、缺乏有效的通訊設備，機件亦不可靠，而且炮弹还是能够伤害它们的。

## 地雷坑道
战争的双方在布雷和排雷方面的竞争也很激烈。索姆河地区干燥的白垩很适合于埋设地雷，而有了打气筒的帮助，法兰德斯地区的湿粘土也可以埋雷。一些一般由当过矿工的士兵组成的专门的地雷坑道挖掘队伍会将坑道挖到无人区里和敌军战壕底下。这些坑道会被填满炸藥然后引爆，它会在地面上造成一个大坑。这个大坑有两种用途：它可以摧毁敌军战壕，并且由于它的边缘高于地面，它还是天然的战壕，并且距敌人还更近。每当一个坑道内的炸药被引爆后，双方的部队就会以最快的速度占领并且加固这个大坑。
如果挖掘坑道的士兵发现了敌军的坑道，他们就会朝敌军的方向另外挖一个坑道。在两个坑道快要会合时，士兵就会把它引爆，这就会提前摧毁敌军坑道。摧毁敌军坑道也成为了有些夜间突袭的唯一目标。有时，双方的坑道会互相交叉，战斗会在地底下发生。
这些坑道也可以被用来秘密地调动部队。
早於1915年3月23日法國默茲省一個小村莊沃屈瓦（位於凡爾登堡以北）,德軍與法軍在這裡首次互相利用地下地雷坑道作戰，這場戰爭一直持續到1918年，最終由法軍獲勝。這場戰爭名叫Battle of Vauquois，由於風鑽及通風系統出現，雙方越挖越深，未爆的炸彈以及毒氣經常令士兵陣亡，衛生環境惡劣，坑道就像高樓大廈一般。而該山累積500噸炸藥後山體嚴重凹陷，沃屈瓦山上的村莊及教堂亦消失在地圖上。
英军在索姆河战役的第一天，即1916年7月1日引爆了一系列坑道。最大的两个坑道各装了24吨炸药，它们在La Boiselle附近的爆炸将土壤抛到了4000英尺的高空。
1917年6月7日下午3点10分，英军以19条坑道的引爆为帕森达勒战役中的梅斯恩斯山脊之战拉开了序幕。平均每条坑道都装有21吨炸药，而位于St.Eloi地下125英尺深的最大的坑道装有42吨。在理论上，这些炸药引爆时产生的震动在英国都能感觉到。
西线战场的许多大坑在今天还可以看到。梅斯恩斯山脊还有三条未引爆的坑道。

## 堑壕中的战斗

### 战略
堑壕战最基本的战略就是坚守住自己的战壕，并且尝试进攻到敌人后方。这种战略一般都以消耗战，即将敌人的资源和人力消耗干净收场。但是某些雄心勃勃的指挥官还是想要通过一次决定性的战斗来获得胜利。英国军队总司令道格拉斯·海格将军就一直尝试着使用骑兵来突破敌军防线。它的两个主要的堑壕战役，即1916年的索姆河战役和1917年的法兰德斯战役，都在开始之前被认为会很快结束，但是它们都成为了代价巨大的消耗战。

### 战术
许多人对堑壕战的印象都是：一群群手里拿着装有刺刀的步枪的士兵，站成一排冲向无人区内密集的敌军火力。这种战术在战争早期确实是标准的战术，但是它成功的例子却很少。更常见的战术就是士兵们在夜间通过一个深入无人区内的岗哨发起冲锋，而无人区内的铁丝网在之前就会被剪断。
1917年，德军首先使用了渗透战术，即使用小规模的装备精良且训练有素的步兵来通过攻击敌军防线的薄弱环节来深入敌人后方。它们能够前进的距离仍然受制于补给和通讯。
炮火在堑壕战中有两个作用：第一，杀伤敌军士兵并破坏敌军防线，第二，掩护己方步兵。在战争初期，炮兵在进攻时会先集中攻击离己方最近的敌军阵地，在这个阵地被炮击之后，远处的敌军第二条防线就会被炮击。这个战术中，步兵经常得不到掩护，因为他们无法跟上炮击的进度。这就造成了后来的慢速推进的炮击，这种战术中，步兵就可以紧跟着炮火前进了。
在战斗中，夺取目标只是成功了一半，只有守住目标才是赢得战斗。进攻方在推进时携带的不仅有武器，还有加固战壕的工具：沙袋，铲子，镐和铁丝网，在夺下战壕后，进攻方就会立即加固战壕准备击退敌人的反击。德军很注重在失去阵地后立即组织起反击。这个战术在1917年给他们带来了极大的伤亡，因为英军限制了每次推进的距离来更有效地防守夺下的阵地。

### 通讯
进攻方在堑壕战中最主要的问题就是通讯不可靠。当时的无线电通讯刚刚开始发展，所以当时可用的通讯手段有电话、旗语、信号灯和信鸽。这几种通讯手段都需要较长的时间，因此有许多堑壕战役都是由连级和排级指挥官指挥的。

## 打破僵局
在战争中，参战双方都在摸索着打破堑壕战僵局的方法。当俄国爆发革命退出一战之后，德国就有能力从东线抽调部队来支援西线了。这就使德军能够从防线中抽调出一些士兵，并按照新的战术来训练他们。
在一战后期，德军建立了一些精锐步兵突击部队----暴风突击队（Stosstruppen / Stormtrooper）。突击队员们装备一些輕型工程器械，轻机枪，迫击炮，火焰喷射器和大量手雷向敌军防线的薄弱环节進行滲透或正面突擊，在突破敌军要点（例如重炮陣地）後继续向前推进，然后由后续部队打扫战场。
另外，德军还意识到高层长官制定的详细计划在实战中是没有用的，所以他们让基層指挥官来进行计划。这些战术在1918年德国发起的春季攻势中是非常成功的。
原本平静的堑壕战在坦克出现以后就大大改变了。除了为士兵提供了装甲保护之外，它还提高了移动力。尽管在一开始并没有多大用处，坦克还是在西线沉重地打击了德军的士气。
美军在打破僵局方面起了主要的作用。约翰·潘兴将军认为堑壕战代价巨大且毫无用处，所以他命令士兵对敌军战壕发起直接进攻和奇袭。
在一战的最后一百天，英军终于突破了德军的防线，他们开始使用步兵与坦克及空中支援来将德军赶回德国。在两次世界大战之间，J.F.C富勒和B.H.李德尔·哈特利用了堑壕战来研究一种新式战争。他们的研究成果被德国人注意到，并且最终被发展成为了闪电战。
德国闪电战在第二次世界大战早期的巨大成功显示出马奇诺防线这样的固定碉堡可以被绕过而起不了作用。1944年盟军的两栖登陆中，德国未建造完成的大西洋壁垒很轻易地就被突破了。欧洲内陆的灌木丛中的战斗要远比突破大西洋壁垒艰难。
诸兵种的协同作战（包含了步兵，炮兵，装甲部队和空中支援）使堑壕战过时了。现代战争的基础变成了拥有精良通讯装备的小规模部队。
但是这并不是说战壕没有用。它还是一种有效的防守措施。在二战最后一场战役，即柏林战役中，德军在一条战壕内给苏军造成了几万人的伤亡。

## 1945年以后的堑壕战
自从一战以后，堑壕战就很少出现过。当两支装甲部队相遇后，它们通常打的是二战式的运动战。但是，堑壕战在1948年中国國共內戰的决战徐蚌會戰和朝鲜战争（1950-53）后期又出现了，而且在越南战争（1964-75）中也可以看见堑壕战的踪影。
在冷战期间，北约部队的例行训练中包含了在“苏式战壕系统”中的战斗训练，“苏式战壕系统”是华沙公约组织国家中复杂的防御工事系统。
一战之后最常被提到的堑壕战就是两伊战争。双方都有大量装备现代武器的步兵，可是装甲部队，空中支援和协同作战训练却很少。它的结果就与一战很相似了。
堑壕战的另外一个例子就是1998年至2002年的厄立特里亚-埃塞俄比亚战争。朝鲜半岛和克什米尔的军事分界线也包含了几公里长的战壕，朝鲜半岛的三八线还埋设着地雷。
于2022年的俄罗斯入侵乌克兰战争中，反坦克火箭筒、防空武器、無人機、地雷抵消了坦克飛機的優勢，双方又回到使用經典堑壕战阻缓对方攻势。

## 参看
- 第一次世界大战
- 铁丝网